# Higgins, Texas
Higgins là một thành phố thuộc quận Lipscomb, tiểu bang Texas, Hoa Kỳ. Năm 2010, dân số của xã này là 397 người.

## Dân số
- Dân số năm 2000: 425 người.
- Dân số năm 2010: 397 người.